# وزارت علوم، فناوری و فضای اسرائیل
وزارت علوم، فناوری و فضای اسرائیل (انگلیسی: Ministry of Science, Technology and Space) یک وزارتخانه دولتی در کابینه اسرائیل است که توسط وزیر علوم و فناوری اداره می‌شود. این وزارتخانه از زمان تأسیس چندین بار تغییر نام داده است و پیش از این شامل فرهنگ و ورزش نیز می‌شد که اکنون مسئولیت آن بر عهده وزارت فرهنگ و ورزش است. در آوریل ۲۰۱۳، این وزارتخانه برای ترویج تحقیقات و فناوری فضایی، «فضا» را به نام خود اضافه کرد.
این وزارتخانه مسئول تعریف سیاست ملی در مورد مسائل مربوط به علم و فناوری در اسرائیل و ترویج تحقیقات، زیرساخت‌ها و پروژه‌های علمی و فناوری است. علاوه بر این، تحت صلاحیت خود، برای توسعه سرمایه انسانی، افزایش بنیه اجتماعی و اقتصادی جامعه اسرائیل و حفظ فرصت‌های برابر در همه زمینه‌های علم و فناوری فعالیت می‌کند. از جمله اهداف آن، این وزارتخانه حلقه اتصال بین تحقیقات پایه، تحقیقات کاربردی و توسعه صنعتی است. یکی دیگر از اهداف اصلی این وزارتخانه تقویت و همچنین آغاز همکاری‌های علمی بین‌المللی با سایر کشورها و سازمان‌های بین‌المللی است.[2]